# NGC 1705
NGC 1705 — неправильная карликовая галактика в созвездии Живописец.
Спектральная линия трёхкратно ионизированного кислорода была обнаружена в спектрах почти всех областей галактитки.